# Sestav dvanajstih pentagramskih antiprizem
Sestav dvanajstih pentagramskih antiprizem je v geometriji simetrična razporeditev dvanajstih pentagramskih antiprizem, ki so razporejene v parih s petkratno vrtilno simetrijo enako, kot pri dodekaedru. Nastane pri sestavljanju dveh enanciomofnih oblik sestava šestih pentagramskih antiprizem.
Sklic v preglednici na desni se nanaša na seznam sestavov uniformnih poliedrov.

## Vir
- Skilling, John (1976), »Uniform Compounds of Uniform Polyhedra«, Mathematical Proceedings of the Cambridge Philosophical Society, 79: 447–457, doi:10.1017/S0305004100052440, MR 0397554.